# Comuna Oprisavci, Slavonski Brod-Posavina
Oprisavci este o comună în cantonul Slavonski Brod-Posavina, Croația, având o populație de 2.508 locuitori (2011).

## Demografie
Componența etnică a comunei Oprisavci
     Croați (99,32%)
     Necunoscut (0,04%)
     Neclasificat (0,52%)
Componența confesională a comunei Oprisavci
     Catolici (98,17%)
     Ortodocși (1,08%)
     Necunoscută (0,4%)
     Alte religii (0,36%)
Conform recensământului din 2011, comuna Oprisavci avea 2.508 locuitori. Din punct de vedere etnic, majoritatea locuitorilor (99,32%) erau croați. Apartenența etnică nu este cunoscută în cazul a 0,04% din locuitori. Din punct de vedere confesional, majoritatea locuitorilor (98,17%) erau catolici, cu o minoritate de ortodocși (1,08%). Pentru 0,4% din locuitori nu este cunoscută apartenența confesională.